# Quebro
Quebro è un comune (corregimiento) della Repubblica di Panama situato nel distretto di Mariato, provincia di Veraguas. Si estende su una superficie di 349,4 km² e conta una popolazione di 1.129 abitanti (censimento 2010).